# Парк де Спорт (Анси)
«Парк де Спорт» (фр. Parc des Sports d'Annecy) — стадион во французском городе Анси, департамент Верхняя Савойя. Стадион принадлежит местному футбольному клубу «Анси», который выступает в региональной лиге. Также на стадионе свои домашние матчи 5 лет проводил футбольный клуб «Эвиан» из Лиги 1. Максимальная вместимость арены 15 714 зрителей.

## История
«Парк де Спорт» расположен в городе Анси, Верхняя Савойя, Франция. Строительство стадиона началось в 1958 году. Его открытие состоялось 18 июля 1964 года и было приурочено к соревнованиям по легкой атлетике между Францией и Италией.
Стадион принадлежит местному футбольному клубу «Анси». Также на стадионе свои домашние матчи проводит футбольный клуб «Эвиан». Это вызвано тем, что собственный стадион не соответствует минимальным требованиям Лиги 1.
В своё время стадион был центром легкоатлетических соревнований. В частности, здесь проходил Чемпионат мира по легкой атлетике среди юниоров в 1998 году. В 1987, 1993 и 1994 годах проводился чемпионат Франции по легкой атлетике. В 2008 году Кубок европейских наций и DecaNation 2010.

## Трибуны
Дебют «Эвиана» в Лиге 1 сопровождался небольшой реконструкцией стадиона. Теперь все четыре трибуны были в распоряжении болельщиков. Они получили свои названия: трибуна MANPOWER, трибуна SETAM, трибуна SUD и трибуна NORD. Также под самой крышей были возведены восемь ВИП-лож и большой конференц-зал.

## Галерея

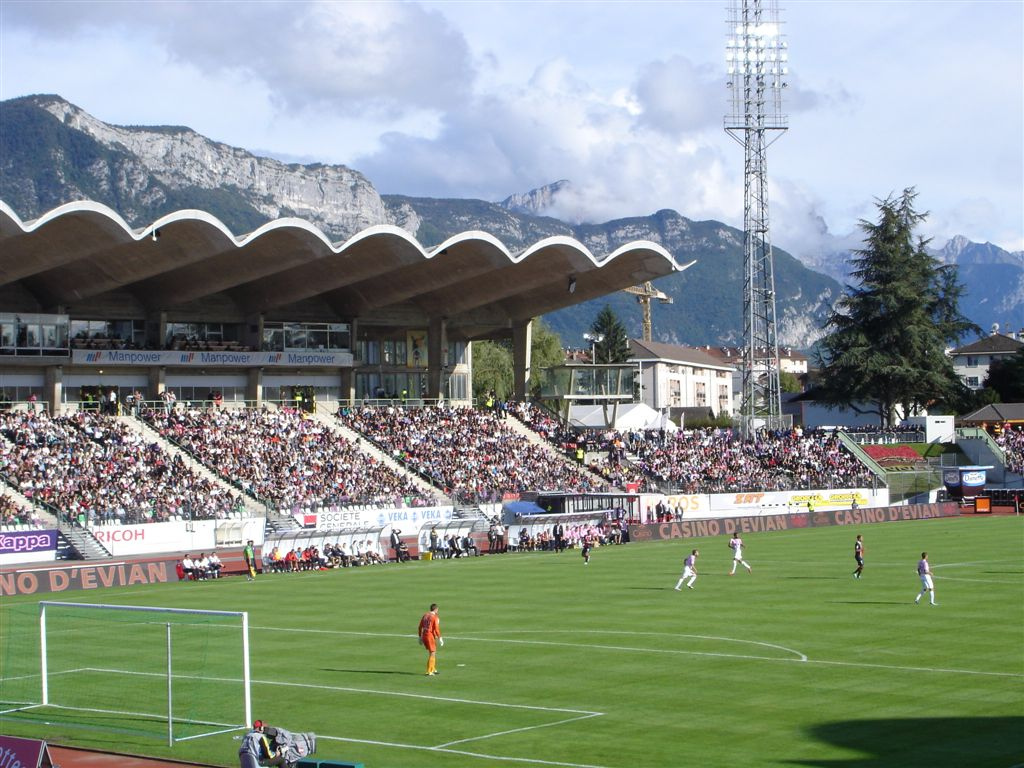
Трибуна MANPOWER
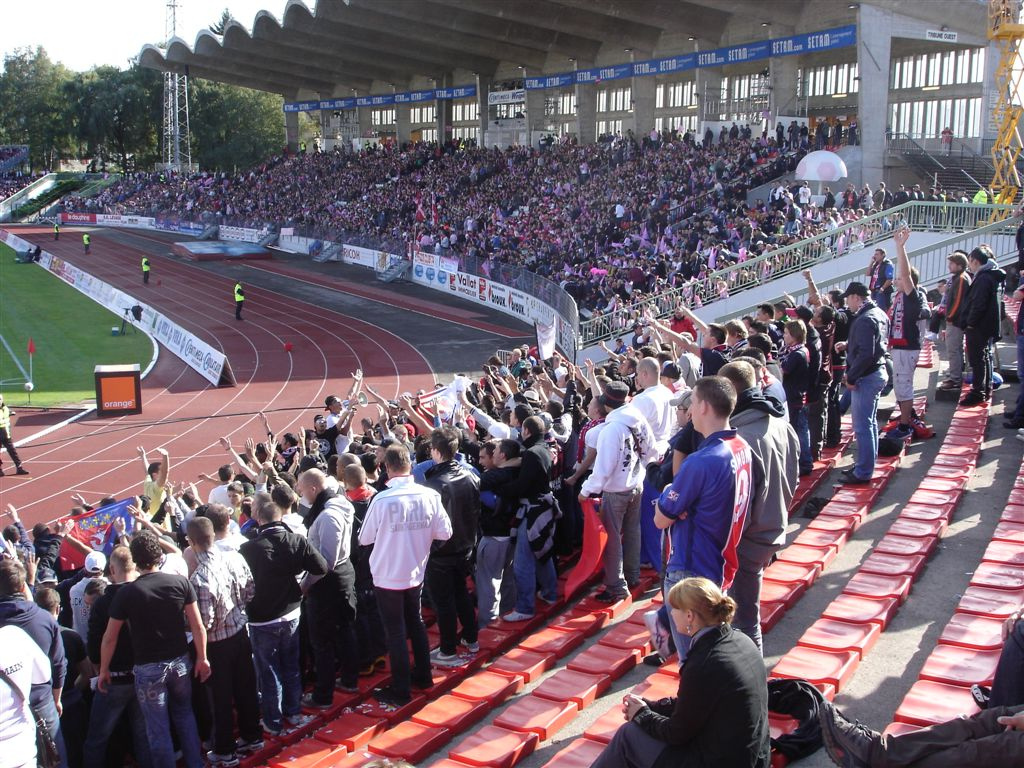
Трибуна NORD
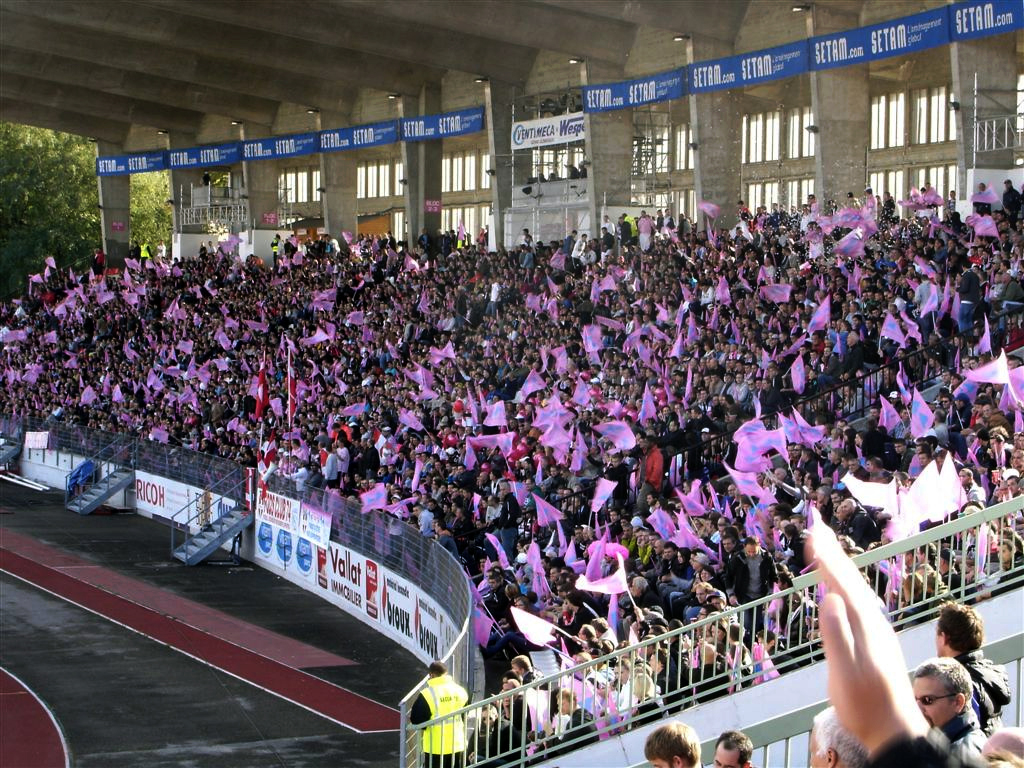
Трибуна SETAM